# Hyrkanische Wälder
Nicht zu verwechseln mit dem Herkynischen Wald
Die Hyrkanischen Wälder (persisch جنگل‌های هیرکانی, aserbaidschanisch Hirkan meşəl) sind Gebirgswälder nahe der südlichen Küste des Kaspischen Meeres in Aserbaidschan und dem Iran. Sie erstrecken sich über eine Fläche von rund 55.000 Quadratkilometern. Ein Teil des iranischen Gebietes wurde 2019 als UNESCO-Welterbe aufgenommen. Im Jahr 2023 wurde das Welterbe um zwei Gebiete in Aserbaidschan erweitert.

## Namensherkunft
Hyrkanien war in der Antike eine Landschaft an der Südküste des Kaspischen Meeres im heutigen Iran und Turkmenistan. Der Name war die altgriechische Bezeichnung für altpersisch Varkāna („Land der Wölfe“).

## Lage und Biodiversität

Ausbreitung des subtropisch-gemäßigten Regenwaldes

Das Ökosystem, welches im westlichen Teil der antiken Landschaft Hyrkanien am südlichen Kaspischen Meer liegt, erstreckt sich über verschiedene Gebiete, darunter die  Lenkoraner Niederung und das Talysch-Gebirge im Südosten Aserbaidschans. Ein Großteil der Fläche, nämlich 30.400 km², befindet sich im Iran. Hier zieht das Waldgebiet entlang der Küste des Kaspischen Meeres die nördlichen Hänge des Elburs-Gebirges hinauf. Die hyrkanischen Wälder gehen nach Süden hin in höheren Lagen in die Steppenwald-Region des Elburs über.
Das Klima dieser Ökoregion ist feucht-subtropisch, in höheren und nördlichen Lagen ozeanisch und in den Gebirgen feuchtkontinental. Der jährliche Niederschlag variiert zwischen 900 mm im Norden bis zu 2900 mm im Süden, was dieses Ökosystem deutlich feuchter macht im Vergleich zu den angrenzenden Wüstenregionen, Halbwüsten und Steppen. Die südlichen Bereiche erfüllen sogar die Bedingungen für einen  Regenwald der gemäßigten Breiten, mit einem Niederschlag von 2000 mm im Jahr.

### Flora

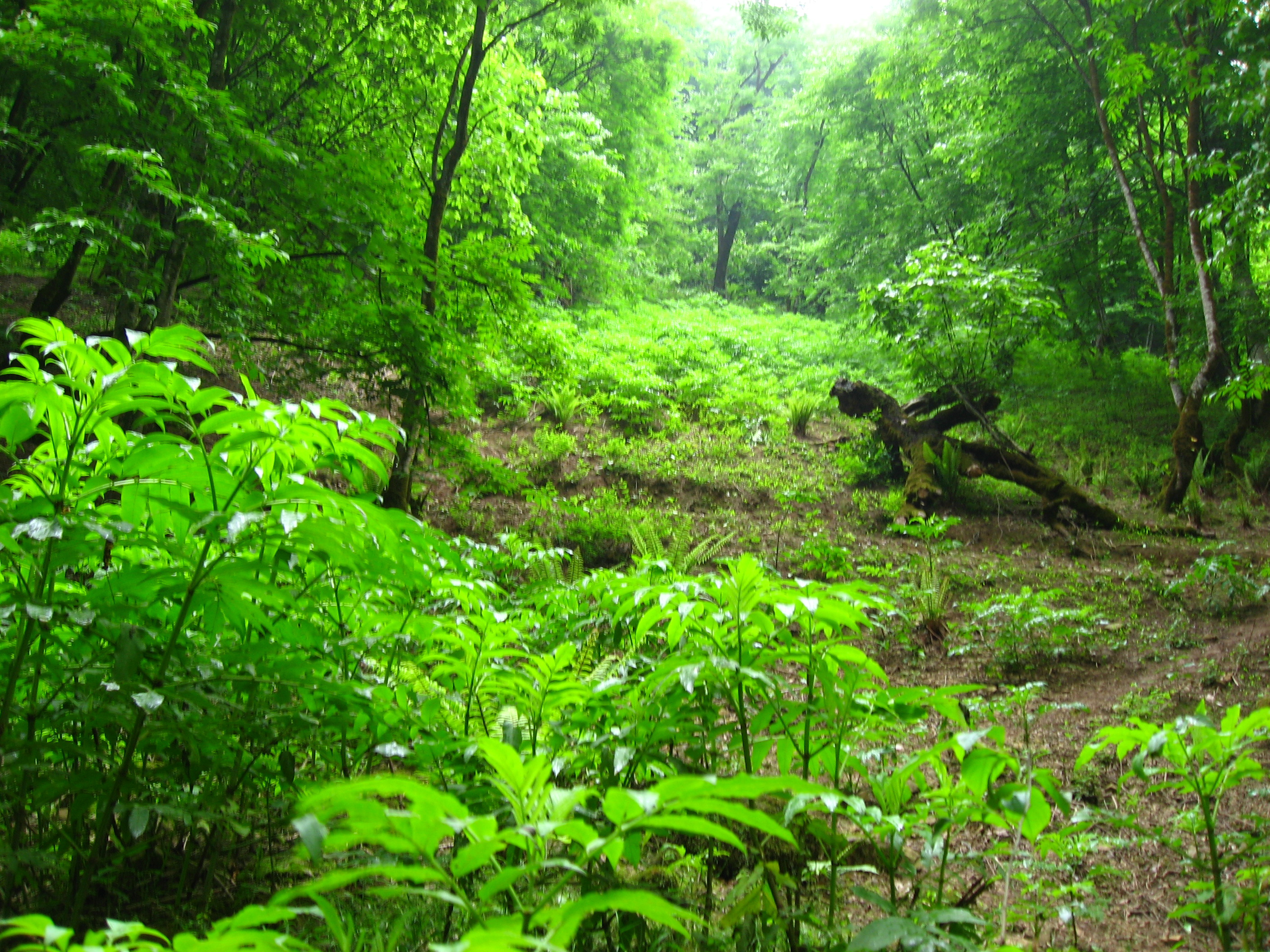
Wald beim Ghal'eh Rudkhān

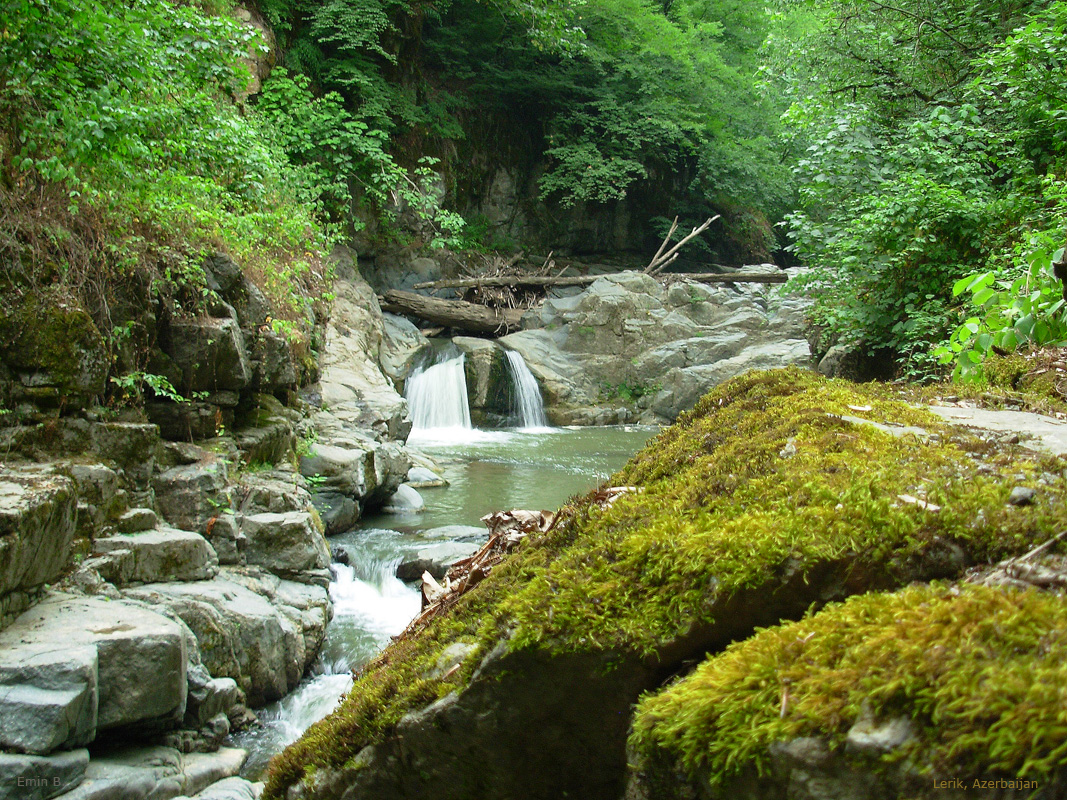
Gemäßigter Regenwald im Bezirk Lerik, Aserbaidschan

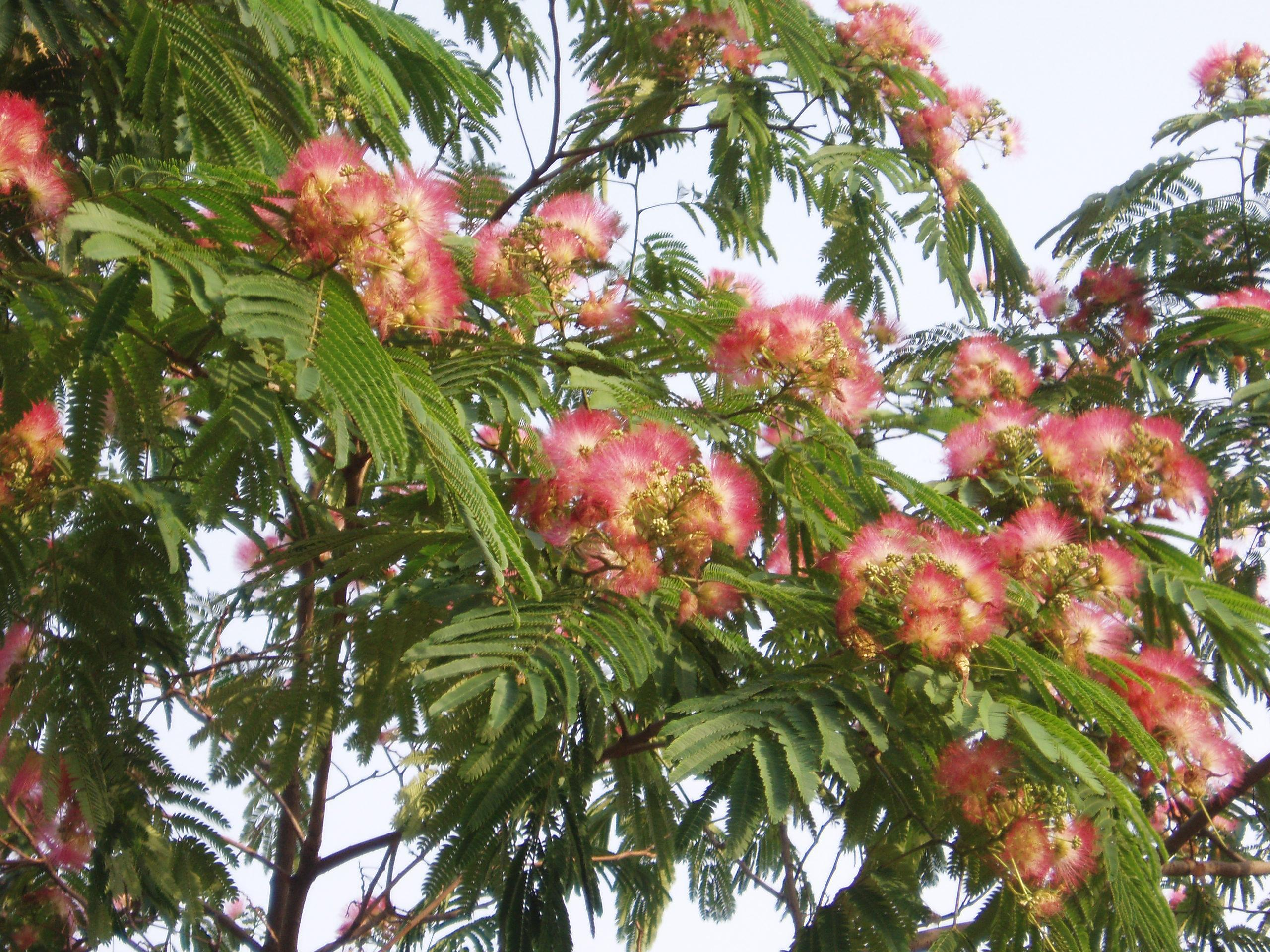
Seidenbaum

Einst waren die Küstenebenen des Kaspischen Meeres von Schwarzerlen-Wäldern (Alnus glutinosa) bedeckt. Die Flussufer in dieser Küstenebene waren von Silber-Pappeln (Populus alba), Kaukasischen Flügelnüssen (Pterocarya fraxinifolia) und Kaukasischen Erlen (Alnus subcordata) gesäumt. Diese Gebiete sind inzwischen fast vollständig überbaut oder werden landwirtschaftlich genutzt. In den niedrigen Anhöhen des Talysch- und Elbursgebirges finden sich verschiedene Waldtypen, darunter solche mit Eisenholz (Parrotia persica), Kaukasischer Zelkove (Zelkova carpinifolia), Seidenbaum (Albizia julibrissin), Ebenholz (Diospyros lotus), Stechpalmen (Ilex spinigera) , Mäusedorn (Ruscus hyrcanus) sowie Stechwinden (Smilax excelsa). Das Eisenholz ist für das Talysch-Gebirge und Nordiran endemisch, wobei es zu einer beachtlichen Dichte der Baumbestände kommen kann. Flechtenbewachsene Äste sind hier ineinander verwachsen und im tiefen Schatten des Waldbodens sind lediglich tote Blätter zu finden. Im Herbst nehmen die gelben Blätter des Eisenholz-Baumes eine zarte Fliederfarbe an. Im äußersten Osten des Elburs-Gebirges, insbesondere in der Region Golestan, dominieren Eichen und Ahornbäume die Landschaft. Nach Westen hin, insbesondere in der Region Gilan, kommen Buchen häufiger vor. In den Hyrkanischen Wäldern ist Totholz aufgrund des warm-feuchten Klimas kaum vorhanden, da das abgestorbene Holz schnell verrottet.
Die mittleren Höhen werden von der Orient-Buche (Fagus orientalis), Eichen (Quercus spp.), Hainbuche (Carpinus spp.) und Edelkastanie (Castanea sativa) dominiert. In dieser Buchenwaldstufe befinden sich größere, unzugängliche Urwälder in einer auf der Nordhalbkugel einmaligen Qualität, das heißt in annähernd unberührtem Zustand (selbst ohne jegliche historische Beeinflussung durch frühere Kulturen). Das und die Tatsache, dass diese hyrkanischen Wälder auch während der Eiszeit weitgehend von der Vereisung der Nordhalbkugel verschont blieben, verleiht ihnen heute den Qualitätszustand eines sog. „hot spots“. Darunter versteht man in der internationalen Biodiversitätsdiskussion die Ballung sog. endemischer Arten, die nur an einem Ort und sonst nirgends vorkommen, also einen unwiederbringlichen Genpool darstellen.
Die höheren Gebirgs- und subalpinen Zonen sind durch Steppen, Macchia und die Persische Eiche charakterisiert. Alpine Tundra und Weiden befinden sich in den höchsten Erhebungen.

### Fauna
Einst lebte hier der heute ausgerottete Kaspische Tiger (Panthera tigris virgata). Weitere heute noch existierende größere Säugetiere sind der Persische Leopard (Panthera pardus saxicolor = ciscaucasica), der Eurasische Luchs (Lynx lynx), der Braunbär (Ursus arctos), das Wildschwein (Sus scrofa), der Wolf (Canis lupus), der Goldschakal (Canis aureus), die Rohrkatze (Felis chaus), der Transkaukasische Dachs (Meles canescens), der Rothirsch und der Fischotter (Lutra lutra). Noch im Mittelalter lebte dort wohl auch der Bergwisent.
Das Ökogebiet ist außerdem ein wichtiger Rastplatz für Zugvögel zwischen Russland und Afrika. Es bildet ein Schlüsselhabitat für viele Vogelarten. Zu den hervorstehenden Tierarten gehören die Graugans (Anser anser), die Blässgans (Anser albifrons), die Zwergtrappe (Tetrax tetrax), der Sichler (Plegadis falcinellus), der Löffler (Platalea leucorodia), der Nachtreiher (Nycticorax nycticorax), die Rothalsgans (Branta ruficollis), der Wanderfalke (Falco peregrinus), der Krauskopfpelikan (Pelecanus crispus), der Kuhreiher (Bubulcus ibis), der Rallenreiher (Ardeola ralloides), der Rosaflamingo (Phoenicopterus roseus) und die Weißkopf-Ruderente (Oxyura leucocephala).

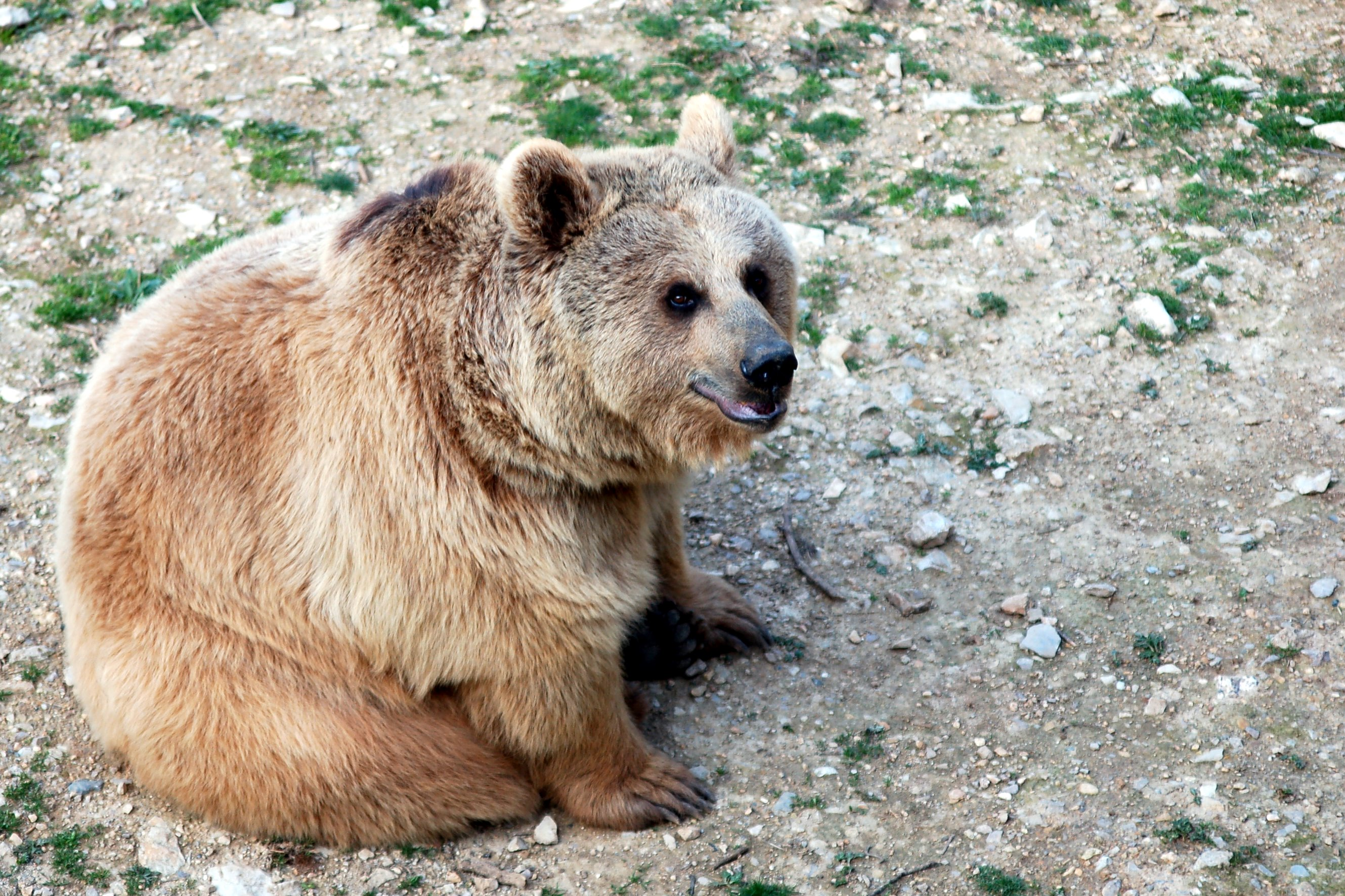
Braunbär
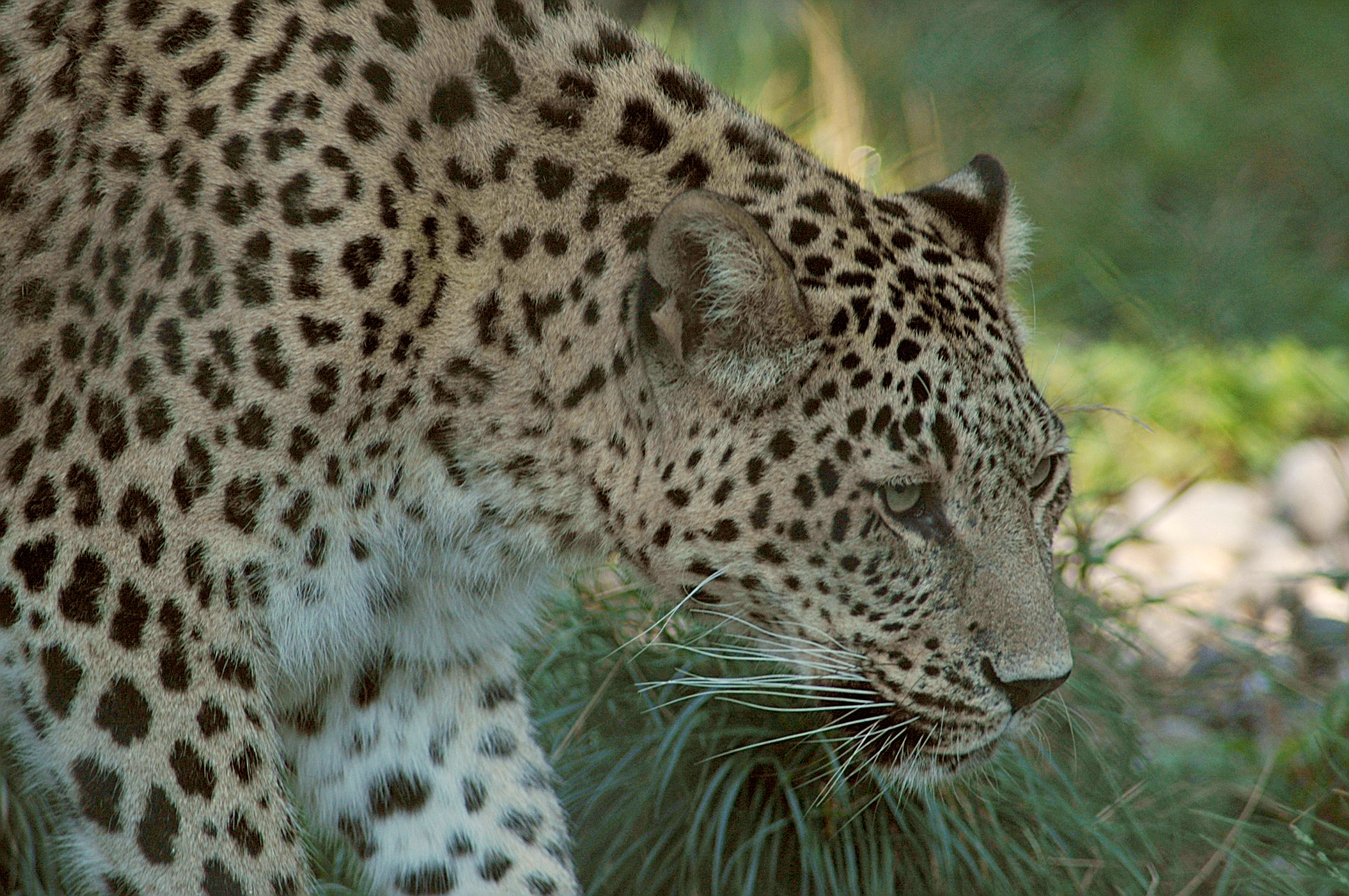
Persischer Leopard
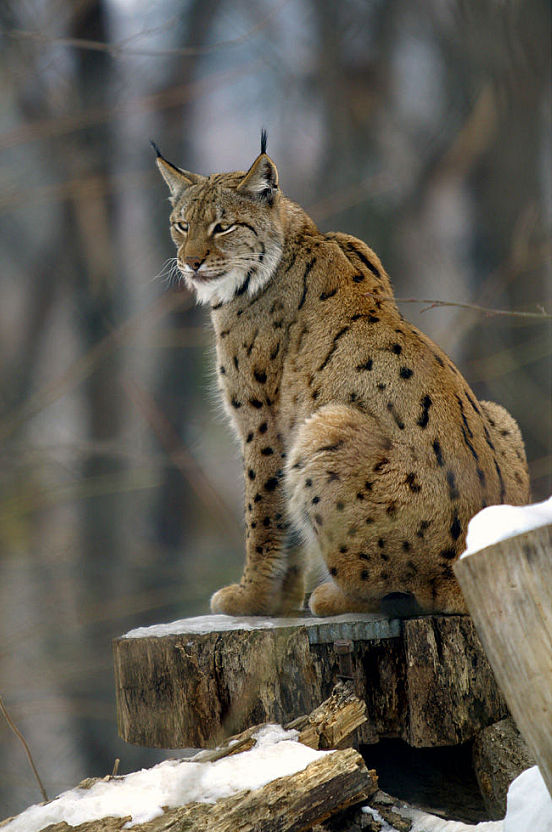
Eurasischer Luchs
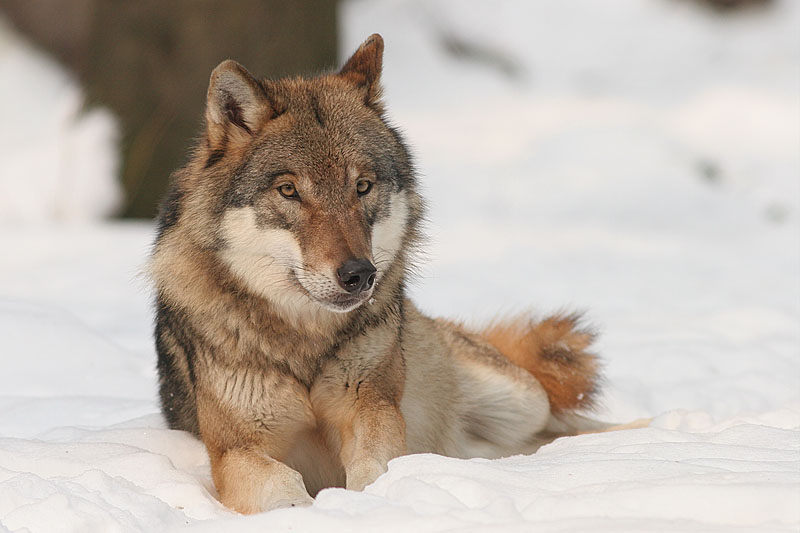
Wolf
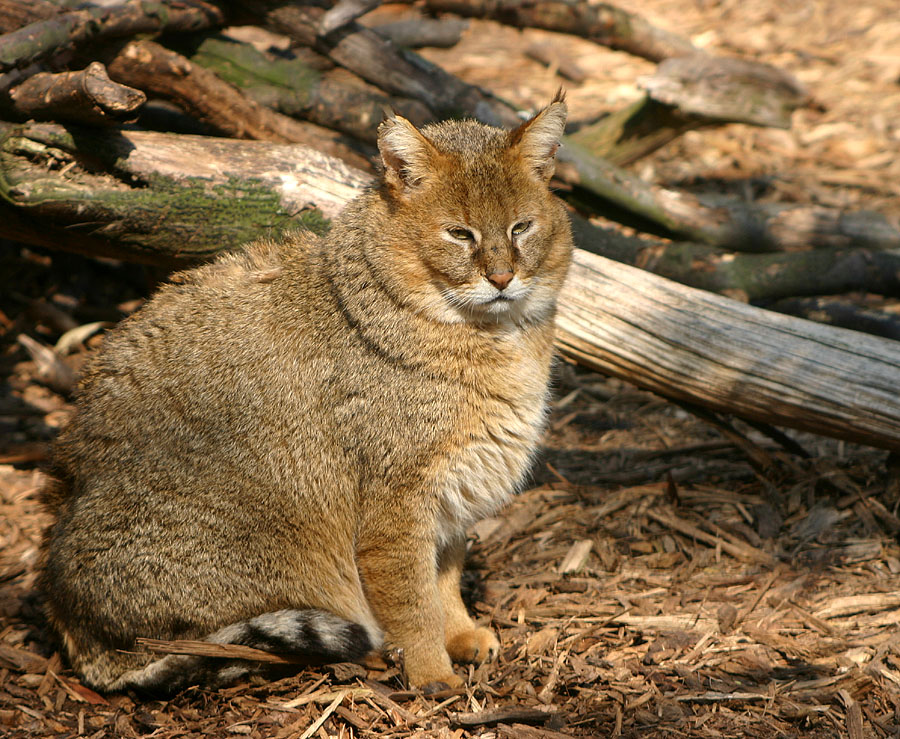
Rohrkatze
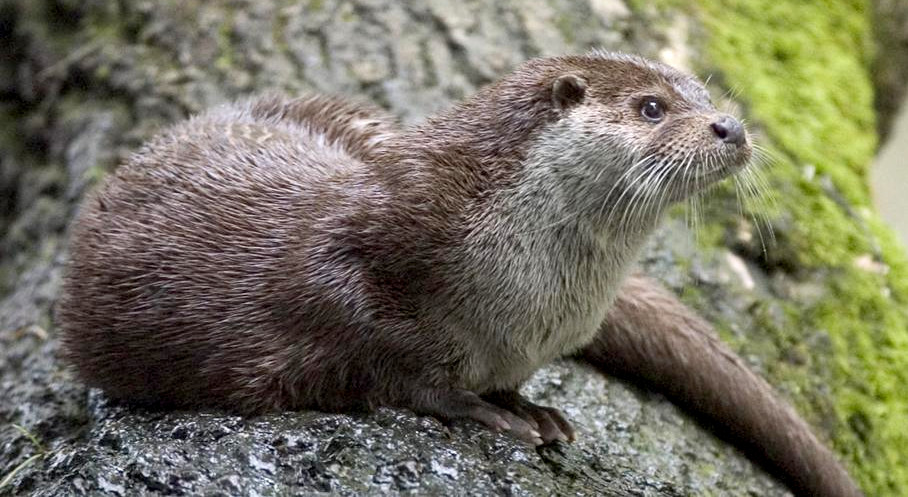
Fischotter
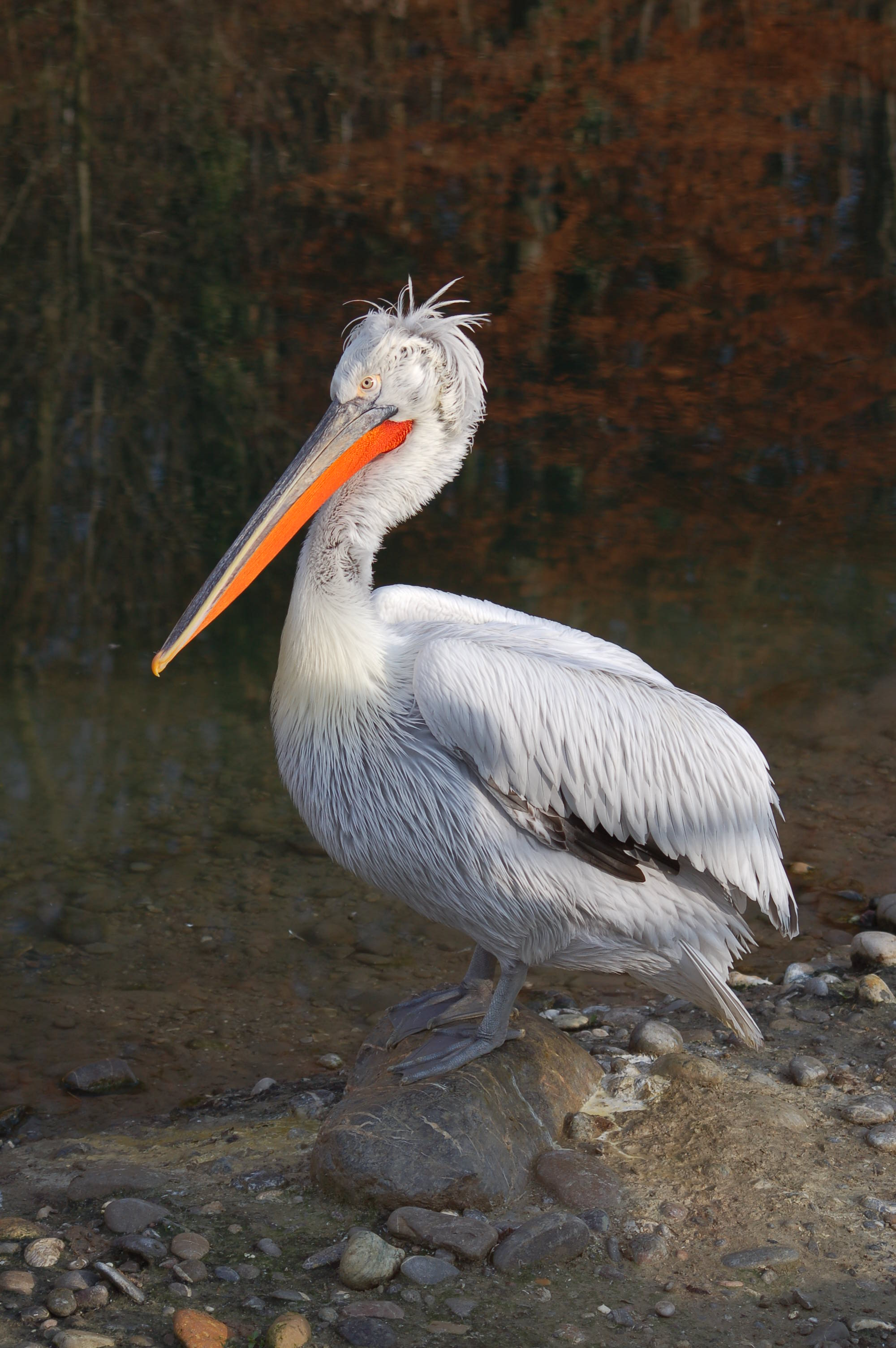
Krauskopfpelikan
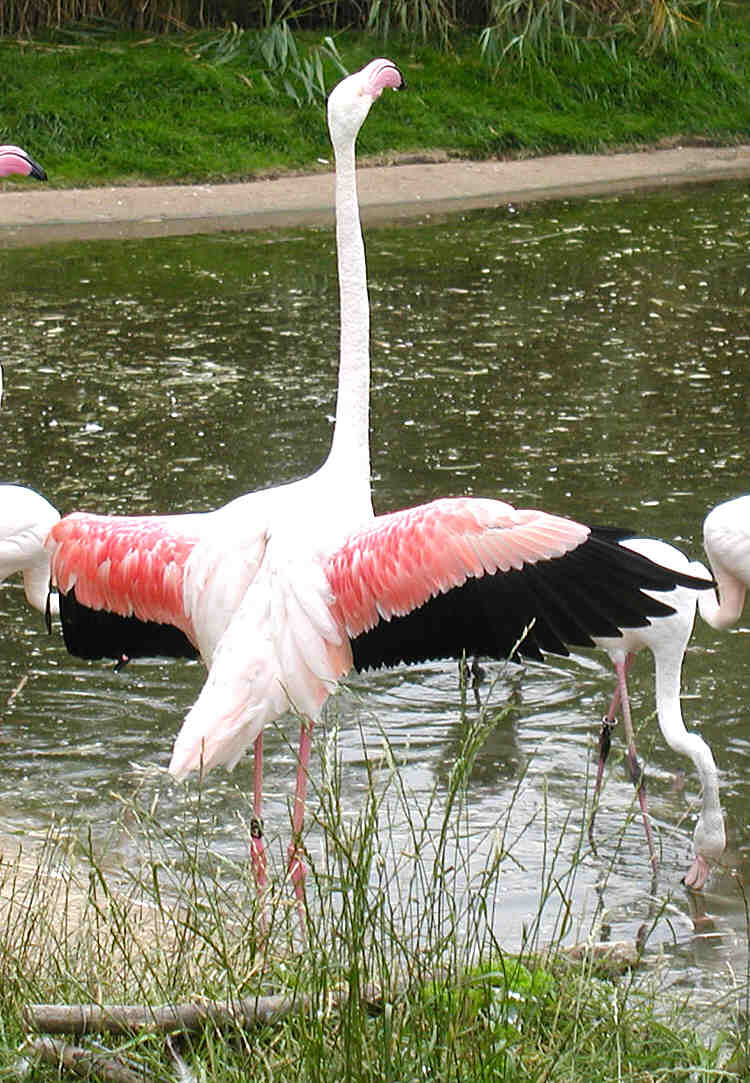
Rosaflamingo

## Naturschutzgebiete

### Naturschutzgebiete in Aserbaidschan
- Gizil-Agach-Staatsreservat – 15,53 km² (WDPA ID 555549403)[7]
- Hirkan-Nationalpark – 403,58 km² (WDPA ID 313470)[8]

### Naturschutzgebiete im Iran
- Golestan-Nationalpark – 885,76 km² (WDPA ID 706)[9]
- Jahannama-Naturschutzgebiet – 384,03 km² (WDPA ID 17105)[10]
- Alborz-Naturschutzgebiet – 134 km²
- Lisar-Naturschutzgebiet – 310,44 km²[11] (WDPA ID 17112)
- Siah-Keshim-Naturschutzgebiet – 416 km²
- Dodangeh-Naturschutzgebiet
- Miankaleh-Naturschutzgebiet – 376 km²
- Selkeh-Naturschutzgebiet
- Dashtenaz-Naturschutzgebiet – 56 km²
- Findiqliq-Nationalpark – 24 km²
- Gasht-Rodkan-Naturschutzgebiet – 574 km²
- Javaherdasht-Naturschutzgebiet – 266 km²
- Beles-Kuh-Naturschutzgebiet – 135 km²
- Vaz-Naturschutzgebiet – 152 km²
- Do-Dangeh und Boola-Naturschutzgebiet – 430 km²

## Weltnaturerbe
Eine Fläche von sieben Prozent der hyrkanischen Wälder im Iran wurde im Jahr 2019 von der UNESCO unter dem Titel „Hyrkanische Wälder“ als Stätte des Weltnaturerbes in die Liste des Welterbes aufgenommen. Als Grund für die Aufnahme als Weltnaturerbe nennt die UNESCO die hohe Biodiversität. In der Region kommen aufgrund ihrer verhältnismäßig starken räumlichen Isolation eine große Zahl endemischer, bedrohter oder woanders bereits ausgestorbener Tier- und Pflanzenarten vor.
2023 gab es eine Erweiterung um zwei Gebiete im aserbaidschanischen Hirkan-Nationalpark.
Die Welterbestätte umfasst 17 Gebiete, welche über fünf Provinzen bzw. Rayons verteilt sind. Laut UNESCO sind diese Regionen repräsentativ für die unterschiedlichen Charakteristika der hyrkanischen Region und des Ökosystems der hyrkanischen Wälder. Die 17 Gebiete sind die folgenden:
| ID          | Name und Ort       | Land (Provinz/Rayon)     | Koordinaten                  | Fläche       | Pufferzone   |
| ----------- | ------------------ | ------------------------ | ---------------------------- | ------------ | ------------ |
| 1584bis-001 | Golestan (Nord)    | Iran (Golestan)          | 37° 25′ 17″ N, 55° 43′ 27″ O | 17.873,18 ha | 64.300,77 ha |
| 1584bis-002 | Golestan (Süd)     | Iran (Golestan)          | 37° 20′ 26″ N, 55° 43′ 32″ O | 10.658,08 ha | 64.300,77 ha |
| 1584bis-003 | Abr (Ost)          | Iran (Golestan)          | 36° 48′ 45″ N, 54° 56′ 42″ O | 6.672,52 ha  | 23.323,35 ha |
| 1584bis-004 | Abr (West)         | Iran (Golestan)          | 36° 48′ 57″ N, 55° 6′ 3″ O   | 10.991,08 ha | 23.323,35 ha |
| 1584bis-005 | Jahan Nama         | Iran (Golestan)          | 36° 39′ 55″ N, 54° 24′ 6″ O  | 11.339,73 ha | 26.862,83 ha |
| 1584bis-006 | Boola              | Iran (Mazandaran)        | 36° 5′ 56″ N, 53° 23′ 38″ O  | 17.516,47 ha | 12.344,21 ha |
| 1584bis-007 | Alimestan          | Iran (Mazandaran)        | 36° 10′ 25″ N, 52° 24′ 14″ O | 394,30 ha    | 845,98 ha    |
| 1584bis-008 | Vaz (Ost)          | Iran (Mazandaran)        | 36° 16′ 45″ N, 52° 7′ 30″ O  | 2.218,16 ha  | 3.720,15 ha  |
| 1584bis-009 | Vaz (West)         | Iran (Mazandaran)        | 36° 18′ 27″ N, 52° 3′ 40″ O  | 4.692,37 ha  | 3.720,15 ha  |
| 1584bis-010 | Kojoor             | Iran (Mazandaran)        | 36° 32′ 46″ N, 51° 40′ 4″ O  | 14.891,80 ha | 9.628,50 ha  |
| 1584bis-011 | Chahar-Bagh        | Iran (Mazandaran)        | 36° 15′ 31″ N, 51° 13′ 2″ O  | 6.886,44 ha  | 2.663,80 ha  |
| 1584bis-012 | Khoshk-e-Daran     | Iran (Mazandaran)        | 36° 43′ 38″ N, 51° 3′ 50″ O  | 214,47 ha    | 39,08 ha     |
| 1584bis-013 | Siahroud-e-Roudbar | Iran (Gilan)             | 36° 53′ 59″ N, 49° 40′ 19″ O | 11.197,40 ha | 15.897,40 ha |
| 1584bis-014 | Gast Roudkhan      | Iran (Gilan)             | 37° 3′ 56″ N, 49° 9′ 10″ O   | 10.541,13 ha | 16.015,37 ha |
| 1584bis-015 | Lisar              | Iran (Gilan)             | 37° 56′ 8″ N, 48° 49′ 56″ O  | 3.397,61 ha  | 1.487,35 ha  |
| 1584bis-016 | Dangyaband         | Aserbaidschan (Lənkəran) | 38° 45′ 16″ N, 48° 40′ 57″ O | 2.703,00 ha  | 20.670,00 ha |
| 1584bis-017 | İstisuchay-Tal     | Aserbaidschan (Astara)   | 38° 27′ 18″ N, 48° 40′ 45″ O | 12.817,00 ha | 21.632,00 ha |